# Дарлінгтон (Меріленд)
Дарлінгтон (англ. Darlington) — переписна місцевість (CDP) в США, в окрузі Гарфорд штату Меріленд. Населення — 398 осіб (2020).

## Географія
Дарлінгтон розташований за координатами 39°38′33″ пн. ш. 76°12′13″ зх. д. / 39.64250° пн. ш. 76.20361° зх. д. (39.642482, -76.203548).  За даними Бюро перепису населення США в 2010 році переписна місцевість мала площу 2,72 км², уся площа — суходіл.

## Демографія
Згідно з переписом 2010 року, у переписній місцевості мешкало 409 осіб у 176 домогосподарствах у складі 120 родин. Густота населення становила 150 осіб/км².  Було 193 помешкання (71/км²).
Расовий склад населення:
| - 89,0 % — білих - 6,8 % — чорних або афроамериканців - 1,0 % — корінних американців - 0,2 % — вихідців з тихоокеанських островів - 1,2 % — осіб інших рас |

До двох чи більше рас належало 1,7 %. Частка іспаномовних становила 2,9 % від усіх жителів.
За віковим діапазоном населення розподілялося таким чином: 18,1 % — особи молодші 18 років, 61,1 % — особи у віці 18—64 років, 20,8 % — особи у віці 65 років та старші. Медіана віку мешканця становила 48,0 року. На 100 осіб жіночої статі у переписній місцевості припадало 96,6 чоловіків;  на 100 жінок у віці від 18 років та старших — 92,5 чоловіків також старших 18 років.
Середній дохід на одне домашнє господарство  становив 81 286 доларів США (медіана — 71 786), а середній дохід на одну сім'ю — 84 649 доларів (медіана — 77 917). Медіана доходів становила 77 500 доларів для чоловіків та 33 393 долари для жінок. За межею бідності перебувало 4,6 % осіб, у тому числі 0,0 % дітей у віці до 18 років та 0,0 % осіб у віці 65 років та старших.
Цивільне працевлаштоване населення становило 235 осіб. Основні галузі зайнятості: роздрібна торгівля — 21,3 %, науковці, спеціалісти, менеджери — 13,2 %, освіта, охорона здоров'я та соціальна допомога — 12,3 %.